# La Boissière-sur-Èvre

La Boissière-sur-Èvre este o comună în departamentul Maine-et-Loire, Franța. În 2009 avea o populație de 413 de locuitori.